# Rosenbom

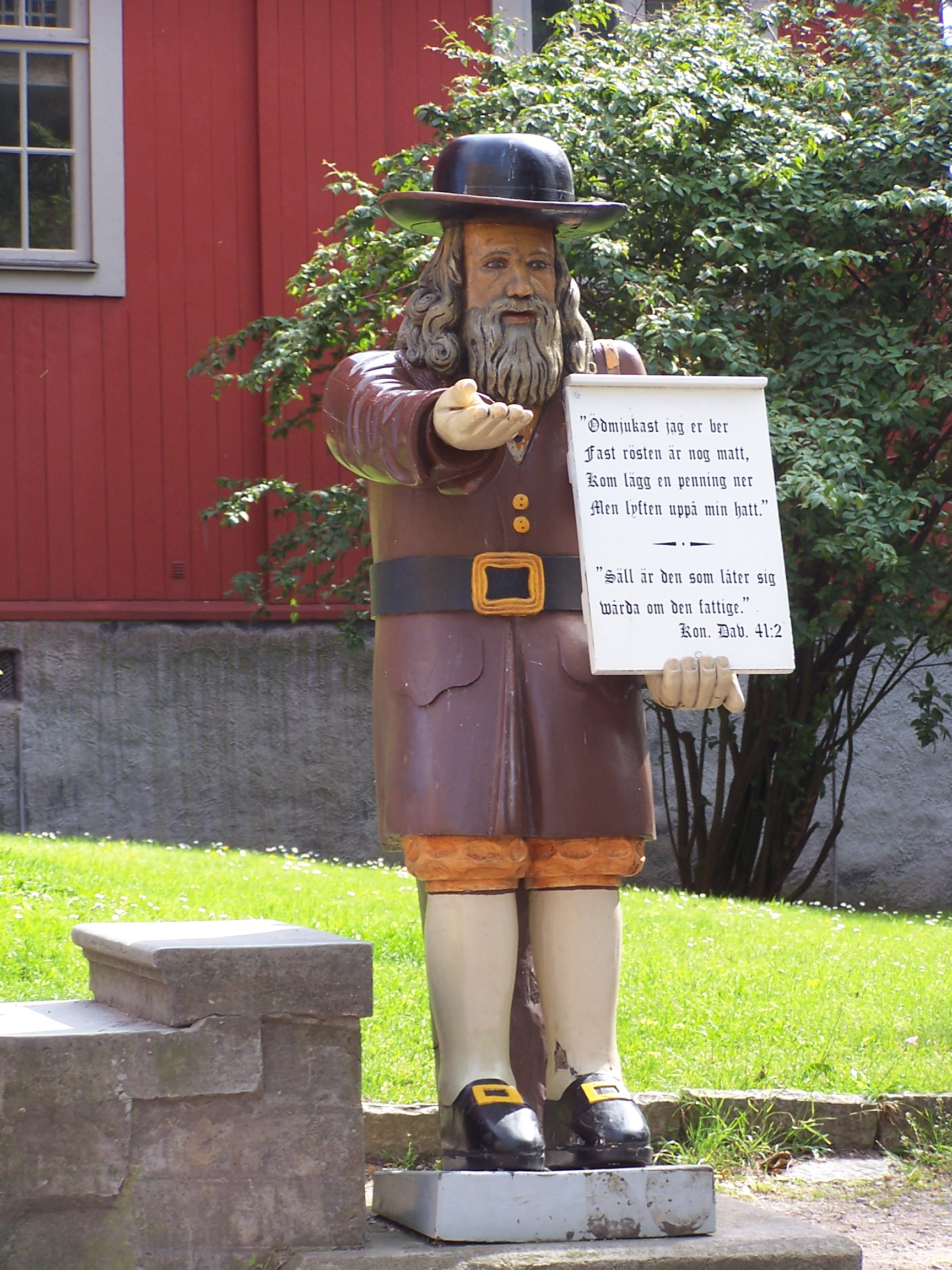
Der Alte Rosenbom

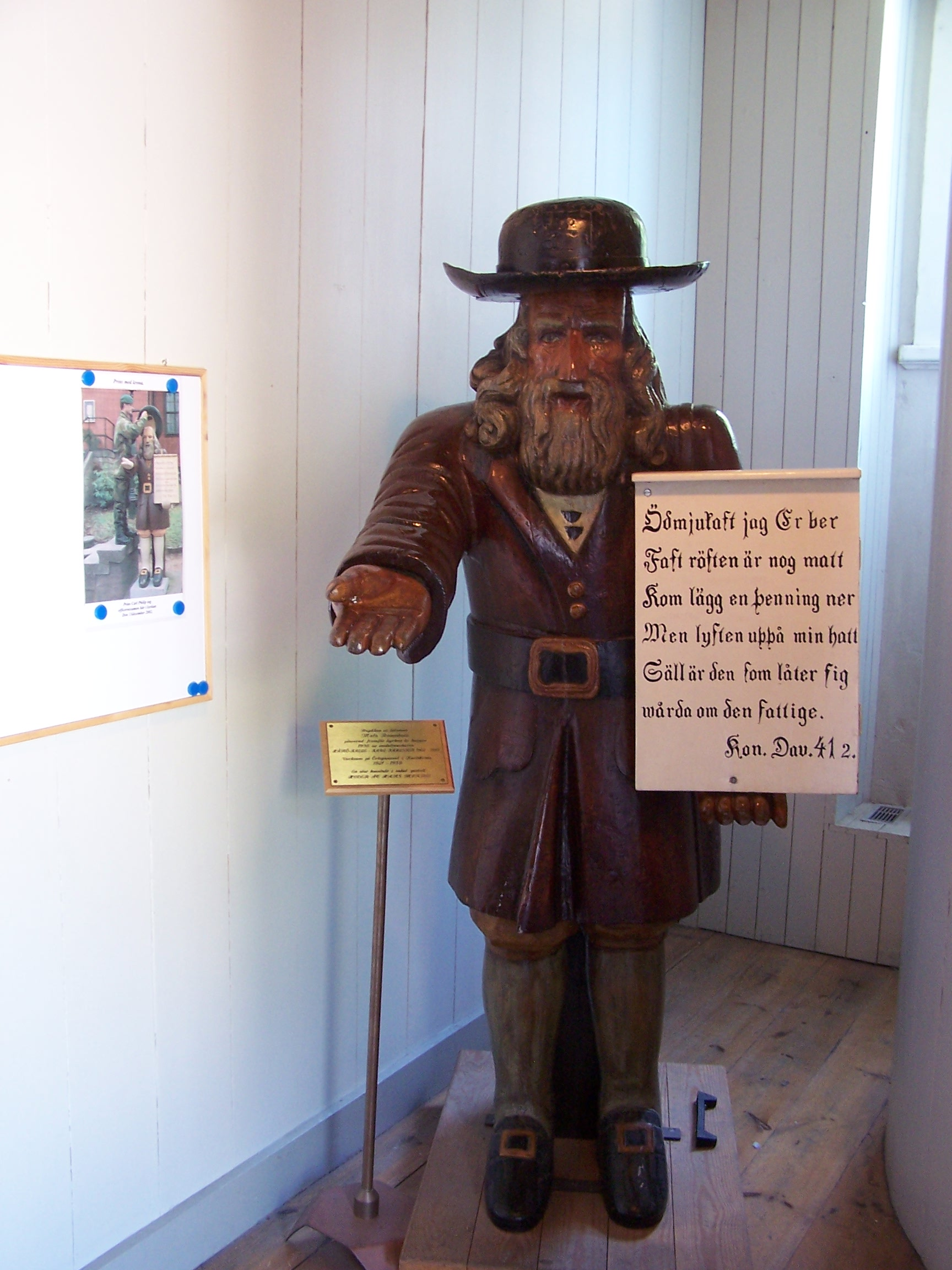
Das Original in der Kirche

Der Alte Rosenbom (Gubben Rosenbom) – Aussprache: /ˈgʉbˈbən ˈruːsənˈbum/ – ist eine lebensgroße hölzerne Figur vor der Admiralitätskirche auf Trossö im schwedischen Karlskrona. 1956 wurde sie durch eine Kopie ersetzt. Die seit mindestens Ende des 18. Jahrhunderts bestehende Originalfigur befindet sich heute im Innern der Kirche.
Die Figur dient als Sammelbüchse für Arme: Wenn man den Hut anhebt, kann man eine Münze einwerfen. Pro Jahr kommen auf diese Weise umgerechnet 6000 Euro zusammen. In den Händen hält Rosenbom ein Plakat mit einem gereimten Vierzeiler in schwedischer Sprache und einem Bibelzitat:
Demütigst bitte ich Euch,
auch wenn meine Stimme kraftlos ist,
kommt, legt einen Pfennig hinein
aber hebt meinen Hut hoch.
Selig sind die, die sich um die Armen kümmern.
(der letzte Satz stammt aus der Bibel, Psalm 41, 2 – In der Übers. Luthers: „Wohl dem, der sich des Bedürftigen annimmt.“)
Gubben Rosenbom führt man auf den historischen Mats Hindriksson Rosenbom zurück. Er war einer der ersten, die sich in der damals jungen Stadt Karlskrona ansiedelten.
Die Figur ist vor allem bekannt aus dem Roman Die wunderbare Reise des kleinen Nils Holgersson mit den Wildgänsen von Selma Lagerlöf. Dort begegnet ihm der Titelheld bei seinem Besuch in Karlskrona und unterhält sich mit ihm.
Im Volksmund hat sich, insbesondere aufgrund einer Veröffentlichung des Volkstumsforschers und Lehrers Sven-Öjvind Swahn (1949), die folgende Legende rund um die hölzerne Spendenbüchse gebildet:
Mats Hindriksson Rosenbom bettelte am Silvesterabend des Jahres 1717 in Karlskrona von Tür zu Tür um Almosen. Da und dort gab man ihm einen Schnaps, so dass er schon reichlich alkoholisiert war, als er an das Haus von Kapitän Lagerbielke kam. Als er für das dort empfangene Almosen zum Dank den Hut ziehen wollte, fiel ihm der hinunter. Lagerbielke hob lachend den Hut vom Boden auf und bemerkte dazu: „Will man, dass sich Rosenbom bedankt, muss man dessen Hut selber hochheben.“
Der Satz gefiel Rosenbom so, dass er ihn aufsagte, als er im Nachbarhaus bei Bildhauer Kolbe bettelte. Kolbe fand das überhaupt nicht witzig, sondern geriet über den betrunkenen und – wie er meinte – unverschämten Bettler so in Harnisch, dass er nach Rosenbom schlug und ihn hinaus ins Schneegestöber trieb. Kurz darauf plagte Kolbe das schlechte Gewissen. Er ging auf die Straße, um nach Rosenbom zu suchen. Dieser fürchtete sich aber vor Kolbe und hatte sich bei der Admiralitätskirche versteckt. Tags darauf, an Neujahr, fand man Rosenbom erfroren an einer der Außenwände der Kirche. Kolbe fertigte daraufhin die Holzfigur des Gubben Rosenbom an, eine lebensgroße Spendenbüchse, der man den Hut abnehmen muss, wenn man etwas spenden will.
Diese Legende vom reuigen Bürger hat möglicherweise einen wahren Kern. Mit dem historischen Mats Rosenbom hat sie jedoch nichts zu tun:
In dem neu gegründeten Marinestützpunkt Karlskrona gab es unter den ersten Bewohnern einen Mats Rosenbom, der von den Åland-Inseln stammte. In Karlskrona hatte er sich wohl 1679 niedergelassen. Er bekleidete einen der unteren Seeoffiziersränge und lebte mit Frau und Kindern im Stadtteil Björkholmen. Dass er unter Karl XI. (Schweden) auf dem Schiff Dristigheten Dienst getan hätte, ist eine literarische Erfindung Selma Lagerlöfs, denn das schwedische Kriegsschiff Dristigheten lief im erst Juli 1785 vom Stapel; der historische Mats Hindriksson Rosenbom hätte dann bereits rund 100 Jahre alt sein müssen. Auch sein im Volksmund überlieferter tragischer Tod durch Erfrieren in der Silvesternacht 1717 ist nicht nachweisbar. Denn in der Offiziersrolle wird ein Mats Rosenbom nur bis 1704 geführt. Für die Zeit danach wird er in Urkunden auch nicht als Empfänger des sog. Gratial, also der Pension, gelistet. Dass Rosenbom bis 1717 gelebt hat, ist daher unwahrscheinlich. Da er in keinem der in Betracht kommenden Totenbücher jener Jahre verzeichnet ist, kann jedenfalls als sicher gelten, dass er nicht in Karlskrona gestorben ist, folglich insbesondere nicht durch Erfrieren in der Neujahrsnacht 1717/18 vor der dortigen Admiralitätskirche.
Der Nachweis einer vor der Admiralitätskirche aufgestellten Holzfigur namens Gubben Rosenbom lässt sich erstmals für das Jahr 1793 führen – das ist ein Menschenalter nach der Zeit von Rosenbom, Kapitän Lagerbielke und des Bildhauers Kolbe, der der Legende nach die hölzerne Spendenbüchse gezimmert haben soll. Die Figur selbst dürfte zwar älter sein als ihre erste nachweisliche Erwähnung und aus der Mitte des 18. Jahrhunderts stammen. Dennoch ist sie für die Legende, die sich um sie rankt, zu neu. Die Kleidung, die der hölzerne Gubben Rosenbom trägt, ist die eines Botsmanns aus Blekinge um 1750. Man nimmt an, dass die Originalfigur auf der Werft in Karlskrona gefertigt wurde. Solche „Spendenbüchsen“ in menschlicher Gestalt waren im 18. Jahrhundert in Finnland beliebt; viele Marineangehörige in Karlskrona kamen von dort. Warum die Figur der Alte Rosenbom genannt wird, ist letztlich ungeklärt.
Im August 2019 wurde die im Freien aufgestellte Kopie von 1956 Opfer von Vandalismus: Unbekannte hatten versucht, den Hut an seinem Scharnier abzuschrauben und brachen ihn schließlich ab. Anlässlich der Reparatur wurden auch die Augen der Holzfigur erneuert.